# Begonia × reichenheimii
Begonia × reichenheimii é uma espécie de Begonia.